# 真人圖書館
真人圖書館（英語：The Human Library）是一个国际性组织和运动，2000年1月发端于丹麦哥本哈根，它旨在促进人们与平时不会遇到的人对话来消除隔阂。该组织学习图书馆借书的方法来“借出”真人，他们都是在日常生活中遭受到偏见或歧视者，如艾滋病患者、变性人、難民、戒酒者等。“借入”这些人的市民可以向他们提问来了解他们，同时消除自己的偏见。目前，真人圖書館活动已在80余个国家展开，一些地区已建立了实体的真人图书馆，但大部分地区的真人图书馆仅是以定期活动的形式举行。
2005年开始，许多国家的图书馆开始举办此类活动。第一家常驻的真人图书馆2006年在澳大利亚利斯莫尔成立。
2008年10月，真人图书馆首次在美国举办，在场共有14本“图书”可供借阅，内容包括裸体主义者、佛教徒、素食主义者、知名出版家、瓦哈卡美国人、无家可归的妇女等等，每本书可出借30分钟。

## 衍伸
真人图书馆最初的目标群体主要是社会边缘人群和弱势群体，而在一些地区（如中国）它被衍生为一种面对面沟通交流的知识阅读方式与载体。
2008年，“真人图书馆”活动首次被引入中国，上海交通大学、石家庄学院、大连医科大学、同济大学等大学先后开展了真人图书馆借阅活动，“图书”涉及留学、考研、工作、海外生活等领域。 香港的社福机构，也把“真人图书馆”应用于推广精神健康。

## 外部連結
- 官方网站
- 台灣新北市真人圖書館 （页面存档备份，存于）
- 香港真人圖書館 （页面存档备份，存于）